# Trimeresurus gracilis
Habu de Kikuchi, Vipère de Taïwan
Espèce
Statut de conservation UICN

 LC  : Préoccupation mineure
Trimeresurus gracilis (Habu de Kikuchi, Vipère de Taïwan) est une espèce de serpents, de la famille des Vipéridés.

## Répartition
Cette espèce est endémique de Taïwan, au-dessus de 2 000 m.

## Étymologie
Son nom d'espèce, du latin gracilis, « fin », lui a été donné en référence à sa morphologie.

## Description
L'holotype de Trimeresurus gracilis mesure 478 mm, dont 85 pour la queue. C'est un serpent venimeux.

## Publication originale
- Oshima, 1920 : Notes on the venomous snakes from the islands of Formosa and Riu Kiu. Annual report of the Institute of Science, Government of Formosa, ser. 8, vol. 2, p. 1-99 (texte intégral).